# トマトアドベンチャー
『トマトアドベンチャー』は、2002年1月25日にゲームボーイアドバンス（GBA）用ソフトとして発売されたゲームソフト。ジャンルはロールプレイングゲーム（RPG）で、発売元は任天堂。アルファドリームとグラフィックリサーチが開発を担当した。

## 概要
このソフトは、元々アルファドリームが『ギミックランド』という名前でゲームボーイカラー用ソフトとして開発していたものだった。しかし、2000年に任天堂のソフト展示会に出展した際、任天堂から好評価を受け、急遽任天堂の協力の下でGBA用ソフト『トマトアドベンチャー』として再開発されることとなった。
「トマトマトマートケチャプップー」というセリフと共にオムレツにトマトケチャップをかけ続けるというテレビCMが放送された。またトマトにちなんで、応募ページに掲載されたクイズに正解した人から抽選で20人に「徳谷(高知県高知市)産フルーツトマト1キログラム」のプレゼントをした。応募締切は発売日から同年2月末までだった。
RPGでありながら戦闘でアクションの要素がある。戦闘では、ギミックという武器を用いて攻撃を行う際、各ギミックそれぞれのコマンドを入力しなければならない。コマンドには、「タイミング」「連打（主にボタンや十時キーを連射する物）」「ドキドキ（記憶や運試し）」「スピード（主に入力系）」の4つの型に分類され、戦闘でのコマンド入力の成功云々により、相手に与えられるダメージが大きく異なる。また、コマンド入力は7段階の難易度調節が可能で、難易度が高いほど相手へのダメージは大きくなる。しかし後半のギミックには、タイミングだがドキドキの要素がある物や、連打にスピードが混じった物なども登場する。コマンド入力に成功（クリティカル）すると「すごいのメーター」が増え、一定量になるとすごいのという特殊技を使うことが出来る。メーターはギミックの難易度が高いほど溜まりやすい。メーターは仲間ごとにある。
日本国外では発売されなかった。のちにアルファドリームの前川嘉彦はインタビューに対し、対象年齢が低すぎると判断されたこと、売れ行きが芳しくなかったこと、ギミックによるバトルシステムを初め発売当初はあまり好評ではなかったことを理由に挙げている。

## ストーリー
子供の子供による子供のための「ケチャプー王国」。この国ではトマトが食べられない国民は「ドロッパーズ」と呼ばれ、国王「アビーラ」の命により辺境の地「コボレー村」に住まわされ、トマトが食べられるようになるまで村から出られない事になっていた。
今日はケチャプー王国のトマト記念日で、ドロッパーズでも一週間だけ村の外に出られるという話。主人公「デミル」とそのガールフレンドである「パサラン」は、「オモチャの遺跡」に忘れたおもちゃを探すために村の外に出ようとする。ところが村の外に出られるという話は嘘で、監視キッズにバトルで勝ったら出てもいいとの事。デミルは、親友の「セレモ」からもらった「ギミック」を駆使してバトルに勝ち、遂に外出許可を貰うことができた。
無事におもちゃの遺跡に辿り着き屋上にておもちゃ箱を見つけるが、そこにおもちゃは無かった。その時どこからとも無く現れた空飛ぶ円盤にパサランが連れ去られてしまう。デミルはパサランに飛びつき円盤の中へと入っていくが、健闘むなしく円盤から落とされてしまう。
落とされた先は王国の中心にそびえる「ギミックパレス」の麓。そこで「謎のキッズ」に『パサランはアビーラによってさらわれた』という事実を聞かされる。パサランを救うためには王国にいる6人の「スーパーキッズ」を倒し、「トイパーツ」を集めればよいと分かると、早速デミルは一人目のスーパーキッズがいる街へと向かっていった。

## 世界
物語は国王アビーラが治めている「ケチャプー王国」が舞台。子供だけの世界で、大人たちは大昔に子供との戦争に負け、モンスターに変えられてしまった。
コボレーむら
アビーラの命により、トマトが嫌いな国民「ドロッパーズ」が住む事を強制されている、崖下の小さな村。門前の監視事務所によって、住民が村の外へ出ない様に見張られており、トマトが好きになるまで住民は決して村の外を拝む事が出来ない。デミルやパサランもこの村の住民であり、ここからゲームがスタートする。
名前の由来は「落ちこぼれ」。
チチカバの森
奇妙な形の植物が生い茂る森。この森の奥に「オモチャのいせき」というダンジョンがある。
名前の由来は「シシカバブー」。
マヨネンランド
ピラミッドの様な構造をした町。スーパーキッズ・ウープスの影響により、この町の住民は皆が綺麗好き。
名前の由来は「マヨネーズ」。
マヨホール
たくさんのモンスターが居るダンジョン。「クイズキッズ」が登場する初めてのダンジョンでもある。「マヨおんせん」に湯を流すためにデミルが探検することになる。奥にアレサが乗る「トマトロボ」なるロボットがおり、それのせいで湯が流れずにいた。だが、デミルの活躍でマヨおんせんに湯が流れるようになり、アレサが無理やり仲間となる。
メゾンドウープス
ウープスの住むマンション。中には多数のしもべ達がおり、モンスターも潜んでいる。
ナンプラグーン
「ロックアイランド」に行くための大砲がおいてある場所。大砲でブッとぶためには「とびこえたいほうや」に料金を支払わねばならない。
名前の由来は「ナンプラー」。
ロックアイランド
名前のとおり、岩ばかりの不気味な島。海につながるエレベーターを降りることで「ちんぼつせん」や「アウチシアター」へ行くことができる。ロックアイランドの住人たちは、歌を歌うように会話をする。
ホテル・アルカトラ
外観と内装からして監獄といわれている大きなホテル。中には商店やレコーディングの施設もある。レコーディングの施設では、バルビーがレコーディングをしている。
ちんぼつせん
ガーゴ船長の亡霊が出るといわれている。沈没船を遊園地に改造してしまおうと企んでいるキッズがいる。
アウチシアター
海の中にあり、2人目のスーパーキッズ「アウチ」が毎日コンサートを行っている。
オイスタウン
「ソフビー」が仲間になる街。見るもの全てがお菓子という奇妙な街である。「ノミコンダ」という蛇に飲み込まれることで街の中を移動する。街の人は3人目のスーパーキッズ「ホワット」の命でマンプクスーツを着ている。
名前の由来は「オイスターソース」。
オイスタウン下水道
チョコレートが流れている下水道。流れは非常に速い。三箇所ある内の一箇所で、「しんごうキッズ」によりレースが行われている。
マンプクスタジアム
「ホワット」の命により、「プクリンピック」が開かれている。オーナーはブッチャベス。
タルタルバレー
入り口のおもちゃの墓場を抜けた先に、ハロウィン・ホラーを彷彿とさせる街がある。また、谷から吹き上げる風に乗ると星になれるという「星かげの谷」や、4人目のスーパーキッズ「リルビ」がいる不思議な木「マジカルツリー」などもある。住人たちも皆、ホラーな言動や格好をしている。
名前の由来は「タルタルソース」。
ス・クリーム山
標高4888メートルの山。途中途中にある看板や、風景、モンスターなどが不気味な雰囲気を醸し出している。頂上に「ムーン教会」がある。
名前の由来は「アイスクリーム」と「甲高く叫ぶ」を意味する「scream」の語呂合わせ。
ムーン教会
泣き虫シスターズのベソ、ベス、ベナが住む教会。この教会の上に浮かぶ「ムーンバルーン」にあるオルガンで、ある曲を弾くと、はるか遠くの人にもSOSのサインを届けられる。
ソイシティ
「レレク」が仲間になる、高層ビルが立ち並ぶ街。地下鉄が走っており、乗るにはビジターセンターで売っている「フリーチケット」が必要。また、高速道路である「ソイウェイ」を通るには警察署で発行している「免許証」が必要である。デパートの電光掲示板には、5人目のスーパーキッズの「シャラプ」の絵が映っている。その他に銀行、テレビ局などもあり、他の街に比べてハイテクな雰囲気である。
名前の由来は「ソイソース」。
ソイぎんこう
最大規模の銀行。中は金の延べ棒で作られたダンジョンになっており、奥に最高級のトマトジュースがある。
モグラ新聞社
国中のスクープ記事が書かれている「モグラしんぶん」の本部。スクープ記事を書く関係で様々なところから追われており、社屋は他人には分からない場所にある。編集長は「マクビ」。「レレク」は社員であり、スクープを取るためにデミルたちの後を追いつつ、情報を提供していた。
バルサミドーム
スーパーキッズ・チェキダが作ったゲージュツ（芸術）の街。最初に訪れた時点ではまだ完成はされていないが、ドームの全てがゲージュツとなっており、住民も皆がチェキダのゲージュツによる影響を受けている。
名前の由来は「バルサミコ酢」。
わびのま・さびのま
グレコの書いた「掛け軸」があり、「わびのま」は「チチカバの森」「マヨネンランド」「ナンプラグーン」「オイスタウン」、「さびのま」は「タルタルバレー」「ソイシティ」をモチーフにした絵が書かれている。
レムめいろ・ノンレムめいろ
ワープルームを通じて二つの迷路を行き来するダンジョン。「水たまり」に「ダレコのまなざし」を入れることでレム・ノンレムめいろの行き来が可能となる。表裏一体のような構造となっており、一方の迷路で仕掛けを解くたびに、もう一方の迷路になんらかの変化が起こる。
真実のはしご
チェキダの部屋へ続く梯子。のぼる途中、もう一人の「自分」が下から追いかけてくる。
ギミックパレス
ラスボスであるアビーラがいる宮殿。仕掛けも多彩で、ラスボスの元にたどり着くのも困難である。

## 登場キャラクター

### 主人公パーティー
デミルの仲間となり、共に戦うことができるキャラクター。彼らの名前はプレイヤーが決めることもできる（4文字まで）。ギミックパレスでは仲間を操作することが可能。
デミル
年齢 - 8歳
性別 - 男の子
本作の主人公。トマトが大嫌いなためドロッパーズとしてコボレー村に住んでいる。自宅はバスをリメイクしたもの。セレモにギミックを作ってもらいパサランが「オモチャの遺跡」に忘れたというギミックロボを探すためにパサランと共に村の外に出るが、アビーラによってギミックパレスに連れ去られたパサランを助けるべく冒険に出た。アビラスを倒した後はパサランと大きくなったら結婚しようと誓う。
性格は明るく前向きな楽天家で重大な事態も重大とは思わずおだてられやすい単細胞。また、涙もろく子供っぽい所があり、アレサのワガママに振り回されたりもする。上記の通りトマトが嫌いだが、トマトジュースはソイシティにて飲めるようになった。
ステータスはバランス型。メンバーの入れ替え時に彼を外すことはできない。
アレサ
年齢 - 7歳
性別 - 女の子
ちょっぴりミーハーなアビーラの大ファン。彼の為なら何でもし、謁見するためにトマトロボを作った。気が強くワガママな性格でパーティは彼女に振り回されたりもする。怒ると男性のような乱暴な口調になる。また、上記の通りロボットの改造が得意というメカニックな一面があり「すごいの」のトマトロボ2号なども作ったり、ギミックパレスでもロボットの改造で活躍する。
攻撃力がメンバー中でも高く、状態異常にするギミックが多い。
デミルについていけばアビーラに会えると勘違いし仲間になったが最後はパサランを連れ去ったアビーラに愛想を尽かし、彼に対して「腐ったトマト」と罵倒するほどに。アビラスを倒した後、ソフビーに好意を抱いた。ラストにてピーマンが大嫌いであることが判明し、ニガピー王国にてピマーラに連れ去られる。
ソフビー
年齢 - 10歳
性別 - 男の子
オイスタウンに住む男の子。体は丸々としていて大きいがオシャレで身なりはキチッとしている。服の有名なデザイナーでありブッチャベスが認めるほどの腕前で、ピアノを弾けたりと手先が器用。大食いで丁寧な言葉で話すが少し泣き虫。ギミックパレスにて大柄な体型が役に立ったことも。
体力および防御力はメンバーでもトップだが、反面に素早さが低い。全体攻撃のギミックが多い。
オイスタウンでノミコンダにつっかえているところをデミルたちに助けられ、彼から渡された自身の父からの手紙を読んでいるうちに自身の体型を気にしてしまうが、デミル達についていけば痩せられると思い一緒に冒険することに。アビーラを倒した後アレサに好意を抱かれるようになり、ニガピー王国にて彼女がピマーラに連れ去られた時「ボクのアレサちゃん」と言っていたため本人も満更でもない様子。
レレク
年齢 - 9歳
性別 - 男の子
神出鬼没の謎のモグラ。黒子のような格好をしている。ソイシティに着くまでの間ボス戦後などに現れ、デミルたちの行く手に時々現れてはスーパーキッズたちの秘密を教えてくれたりダンジョンのヒントや「スパイデータ」をくれる。スパイデータの映像は彼の仲間である「スパイアリ」が撮影したもの。その正体はソイシティの新聞記者であり、スクープを取るためにデミルたちに協力していた。デミル達がモグラ新聞社を訪れた際、編集長のマクビに「たまには自分で冒険してこい」と言われ、渋々仲間になった。穴を掘って地中からの移動が可能で、ギミックパレスでも活躍する。
素早さはメンバーでもトップだが、反面に体力が低い。仲間になるのが最後の為、比較的に使えるギミックが少ない。
性格は一見クールだが、おしゃべりで子供っぽい一面もある。「口うるさいジジイのようだ」と皆から思われているらしい。仲間になるまではフードを被っていたが、なってからは外した（本人曰く「むさ苦しい格好」）。ただし、すでにそれを外しているイラストが公式ページにある。アビラスを倒した後は「チェッ!結局俺だけ仲間外れだぜ!」と自分だけ彼女がいないことに不満を漏らしていた。

### 敵キャラクター

#### スーパーキッズ
ケチャプー王国を改革してきた、アビーラ率いる天才的なキッズ「スーパーキッズ」の集団。しかし、その目的は何なのか、どこからやって来たのか国民の誰にも分からないという。彼らの正体はバラバラになった「ギミックロボ」のトイパーツの化身であり、ケチャプー王国を全てオモチャに変えた理想の国にする事が目的だった。本作ではそれぞれの舞台のボスとしてデミル達と戦う事となる。
アビーラ
年齢 - 4歳
性別 - 男の子
スーパーキッズのリーダーにしてケチャプー王国の国王。彼が現れてからケチャプー王国は大きく生まれ変わって来たという。
トマトが大好きで全国民にもトマトを好む事を強制し、トマトが嫌いなキッズを「ドロッパーズ」と称して辺境のコボレー村に住むことを強制している。知能指数は5000を超えており、凄い力を持っているという。
その天才的な頭脳により全てをオモチャに変える事が出来る兵器「スーパーキャラクッカー」を開発し、ケチャプー王国をオモチャにしようと企んでいた。そしてスーパーキャラクッカーの燃料となるパサランの「ココロエネルギー」を吸い取る為に彼女を攫い、ブリッキとゴリッキにエネルギーを吸い取らせていた。
更にスーパーキャラクッカーによってパサランをオモチャに変え、彼女と結婚しようとする。
彼はギミックロボのトイパーツ「頭」にあたり、その真の姿は「アビラス」であり、彼が倒された後に復活を遂げる。
彼のギミカはラードコロシアムにて、あるコマンドを入力することによって手に入る。
ウープス
年齢 - 9歳
性別 - 女の子
1人目のスーパーキッズで、「マヨネンランド」のボス。ギミックロボのトイパーツ「ネジ」にあたる。
頭にハート形の髪が乗っているような女性の姿をしていて、プロポーションが良い。一年中ティーカップのような形の自前の風呂に入っており、戦闘でもそれを駆使し、回復しながら戦う。笑い方は「ヲーホッホッホ」。服装はピンクのビキニ。マヨネンランドでその美貌で有名な人物で、建物の頂上にある彼女のマンション「メゾンドウープス」に大臣を連れて住んでいる。自分に会いに来るキッズたちに肌がツルツルになると言われている「ベルマッシュ」をお土産に欲しがっている。
綺麗になる事に余念が無くそのためなら手段は択ばず、本当は彼女に会いに来たキッズたちをスープにして飲んでいた。デミルとアレサで「999人目のエサ」だったらしいが彼らに敗北し、消滅する。
名前の由来は「おっと!」を意味する間投詞「Oops!」から。
アウチ
年齢 - 7歳
性別 - 男の子
2人目のスーパーキッズで、「ナンプラグーン」のボス。ギミックロボのトイパーツ「歯車」にあたる。
ロックンローラーの歌手で、アウチシアターにて日々コンサートを開いている。常にテンションが高く、ノリノリな性格で口癖は「〜じゃん」。髪型はリーゼントで髪型に命をかけているが、デミル達との戦いで崩れる。大きなドーナッツを体に通し、ドーナッツ型のマイクを右手に持っており戦闘でもそれを駆使し、回復しながら戦う。ミラーボールのように綺麗な真珠の「ミラーパール」を狙っており、デミルたちにミラ貝を倒してもらうために待ち伏せしていた。
「アウチシアター」に来たデミルと戦うが、彼らに敗北し、消滅する。この日で彼の最後のコンサートとなった。しかも、ミラーパールの中にはレレクが入っていた。
名前の由来は「痛い!」を意味する間投詞「Ouch!」から。
ホワット
年齢 - 8歳
性別 - 男の子
3人目のスーパーキッズで、「オイスタウン」のボス。ギミックロボのトイパーツ「スプリング」にあたる。とても太っており、かなりの巨体を誇る。
普段は赤ちゃん言葉を喋る幼い印象のキッズだが気に入らない事があると逆上して性格や口調が獰猛に豹変し荒くなり、顔を真っ赤にして怒り、口からは炎を噴き出す。自分が太っているがために痩せているキッズが大嫌いで自分と同じ体型をしていないキッズを見ると激怒する。オイスタウンの住民には太る事を強要しており、ラードコロシアムにて「プクリンピック」なるものを開催している。好物は「100%ラードジュース」で、戦闘でもそれを駆使し、回復しながら戦う。
ラードコロシアムにてプクリンピックを開催中、普通の体型であるデミル達がマンプクスーツによる体重の水増しによって紛れ込んでいた事を知ってデミル達を懲らしめようとするが、敗北して爆発した。彼の爆発はとても強く、外のスーパーキッズとは違い脂っこい事が分かる。
名前の由来は「何?」を意味する疑問詞「What?」から。
リルビ
年齢 - 5歳
性別 - 女の子
4人目のスーパーキッズで、「タルタルバレー」のボス。ギミックロボのトイパーツ「電球」にあたる。小柄で可愛らしいハーピーのような姿をしている。
淑やかな性格で常に落ち着いて敬語を話す。運命論者であり、自身や他者の未来に対して諦観的である。無駄な戦いは好まないらしく、スーパーキッズとしてはとてもか弱い。
タルタルバレーの町外れにある星かげの谷のマジカルツリーの内部・マジカルリビングにてデミル達を待っていたが、彼らと戦うもすぐに敗北する。しかしその後、彼女の熱烈なファンである「ねこうもりキッズ」の手によって恐ろしい姿をした凶暴な怪物「デスリルビ」として復活する。だが、外見は既に別のモンスターとなっている。そのモンスターの頭には天使の輪があり、両手が鎌で、リルビの本体は口の中にある。デスリルビは時々、自身の目をリルビの頭にする事があり、その頭も攻撃する。その頭が2つになると完全体になり戦闘能力もかつてより強力となる。そしてデミル達と二度目の戦闘を繰り広げるが、再び敗北し、消滅した。
名前の由来は「なすがままに」を意味する「Let it be.」から。
シャラプ
年齢 - 6歳
性別 - 男の子
5人目のスーパーキッズで、「ソイシティ」のボス。ギミックロボのトイパーツ「ボディ」にあたる。機械に近い体で、両手はプラスとマイナスの形状をしており、それを駆使した戦法をする。尻尾の先端はコネクターになっており、そこが本当の弱点である。
とても気が荒く剽悍な性格で、笑い方は「ガハハ」。だが、戦闘中に自分の弱点を言ってしまう。近未来的な大都市ソイシティを支配しており、ソイシティの遥か上空に浮かぶ人工衛星「ソイ衛星」内に住んでいるが、ソイシティの住民から「ちょっとダサい」と言われていた。
ケチャプー王国全てをアリンコのように小さくしてしまう事が出来る兵器「スーパープチクッカー」を開発し、人々をアリンコにしようと企んでいたが、デミルに敗北し、その野望は叶わぬまま消滅。
名前の由来は「やかましい!」を意味する「Shut up!」から。
チェキダ
年齢 - 10歳
性別 - 男の子
6人目のスーパーキッズで、「バルサミドーム」のボス。ギミックロボのトイパーツ「電池」にあたる。
サイケデリックな服装にベレー帽が特徴の芸術家で、ケチャプー王国内にある全ての建物を設計したのも彼である。その芸術はドーム内の住民にも大きな影響を与えているが、ゲージュツとは何か疑問を持っている者もいる。自身はドームの表と裏が完成したことを本当の芸術と言って喜んでいる。物語中に手に入る枕「チェキダまくら」を使うことによって彼の部屋に行くことができる、
自分の体の色を変えることが出来、戦闘中ではそれを駆使しながら戦う戦法をするが、後半戦になると色に関係なく攻撃が与える事ができるものの、頭や両手が連続攻撃を仕掛けてき、頭が最大4回、右手が2回、左手も2回攻撃し、最大合計8回という作中でもトップクラスの攻撃数をする。
楽天家で、物事をゲージュツに例えて話すことが多い。また、「奇麗は汚い、汚いは奇麗」などといった観点で物事を言う事もある。「ウヒョヒャハヒョキャハヒョ!」とかなり特徴的な笑い方をする。デミルと戦うが、彼らに敗北し、消滅する。
名前の由来は「注目せよ!」を意味する「Check it out!」から。

#### その他の敵キャラクター
怪盗ベリー
グラマラスなプロポーションをした10歳の女の子。部下として「おたすけロボ」を従えている。
ソイ銀行のトマトジュースをめぐってデミルたちと戦ったが敗北。しかし、眠り薬を仕込んだ「トマトジュース」をデミルたちに飲ませ、ソフビーの依頼金を奪って逃走。
その後、バルサミドームにて再びデミルたちと対峙するがまたも敗北。その際にもまんまと眠り薬を仕込んで逃走に成功する。
強気な性格だが、戦いに負けると大泣きするという子供っぽさを持つ。
ブリッキ & ゴリッキ
アビーラの側近。痩身で敬語を話すのがブリッキ、肥満体で語尾に「ゴリ」を付けるのがゴリッキで二人とも6歳の男の子である。リンゴ型ヘリコプターの「カローナ2号」に乗り、先々でデミル達の行く手を阻み邪魔を仕掛けるが、その度にやられている。最後はデミル達に敗れて仲間割れし、お互いの銃の撃ち合いにより相打ちして消滅した。
アビラス
本作のラストボスでアビーラ達「トイパーツ（スーパーキッズ）」が全て合体した本来の姿であるオモチャ。その正体こそが、かつてパサランがオモチャの遺跡に置き忘れた「ギミックロボ」であった。理性は完全に失っており、狂ったようにパサランに執着する。
彼（アビーラ）が国民全てをオモチャにしようとしたのも、パサランを攫って結婚しようとしたのも、かつて愛する持ち主に捨てられた淋しさと、大好きだったパサランを忘れることが出来ないゆえだった。最後にデミルに敗れた彼は、逆上して暴走し、「スーパーキャラクッカー」を発動させようとするが、デミル達の阻止により自らに誤爆し、断末魔の叫喚と共に跡形もなく消し飛んだ。

### コボレー村
パサラン
年齢 - 8歳
性別 - 女の子
本作のヒロインでデミルのガールフレンド。明るく活発な性格。デミルと同じくトマトが嫌いなため、ドロッパーズとしてコボレー村に住んでいる。デミルと共に「オモチャの遺跡」に忘れたギミックロボを探すために村の外に出る。
オモチャの遺跡でアビーラの指示で連れ去られ、スーパーキャラクッカーの燃料となる彼女の「ココロエネルギー」を吸い取る為に攫われ、ブリッキとゴリッキにエネルギーを吸い取られていた。ココロエネルギーが溜まり、スーパーキャラクッカーが完成してしまい、アビーラが彼女をおもちゃに変えて結婚させられそうになるが、アビラスを倒した後、デミルと大きくなったら結婚しようと誓う。
彼女のギミカは「ラードコロシアム」にて、あるコマンドを入力することによって手に入る。
セレモ
年齢 - 8歳
性別 - 男の子
デミルの親友で、デミルやパサランと同じくトマトが嫌いなため、ドロッパーズとしてコボレー村に住んでいる。ハンゾ兄弟を真似てギミックを作っている。最近ではギミカにも嵌っている。物語の前半では突然現れてアドバイスを残して帰っていく。また、ダイナマイトテレビなど物騒なものを作ったこともある。
ルイルイ
おもちゃの遺跡でバッテリーを落としてしまい、動けなくなっていたロボット。ソイシティ出身でソイマンションでデミルと再会する。

### マヨネンランド
エノキン博士
きのこの研究をしている。趣味はサーフィン。また、バルビーのナンスとは友人関係。
ポットマニア
ポット収集家という変わった趣味の持ち主。

### ナンプラグーン
バルビー
ケチャプー王国で人気のロックグループ。物語を進めるとデミルの自宅のテレビでコンサート（サウンドテスト）を見ることが出来る。最近はスランプに陥っていて新曲ができない状態になっていたが、デミルがブリッキ&ゴリッキと戦って手に入れたオルゴールを聞いてインスピレーションを感じ、新曲「空とぶベイベー」をリリースした。
ナンスの趣味は盆栽。
ナンス（担当：ギター）
オルタ（担当：トライアングル）
ミカロ（担当：マラカス）

### オイスタウン
カイゾー
オイスタウンに住んでいる。おしゃぶりマニア（本人曰く、形、色、肌触りがいいらしい）で、おしゃぶりを渡すとギミックを作ってくれる。ギミックを作るときのセリフが印象的。尚、ハンゾ兄弟を毛嫌いしている模様。かなりのツンデレ。
ギミカマニア
年齢 - 不明
性別 - 不明（一人称はボク）
ギミカをやり過ぎて体がギミカのようになってしまったキッズ。ギミカのイロハを教えてくれる。
ブッチャベス
年齢 - 不詳（「レディに年齢を聞くのは失礼だわ！」と言っている）
性別 - 女の子
ふくよかな体を持つ女の子。ラードコロシアムのオーナーかつギミックマスター選考委員長。笑い方は「をーほっほっほっ」。

### タルタルバレー
ダリオ
タルタルバレーの観光案内所の案内係。
泣き虫シスターズ
ムーン教会にいる、青い服のベソ、緑の服のベス、紫の服のベナからなるシスターの3姉妹。
オルガンスキー
泣き虫シスターズの兄。3年前にいのりのオルガンを製作し、最後の仕上げとして自らの魂を捧げた。3姉妹がオルガンを上手に弾けないことに怒っているが、ソフビーが演奏しようとした所を指先のテクニックのチェックと称してバトルに挑むが敗北。

### ソイシティ
ソイくん
ソイシティのソイテレビのTV画面に映っているキッズ。

### バルサミドーム
パピピパ（表の世界）、ピパパピ（裏の世界）
予言キッズ。バルサミドームで事あるごとに現れ、意味深な言葉を残していく。パの部分だけが赤く表示されている。
グレコ（表の世界）、ダレコ（裏の世界）
バルサミドームにいるゲージュツキッズ（芸術家）。2人とも、自身の作品の一部をダンジョンの奥に忘れてきた。

### トマトリオ
冒険の手助けをしてくれる。
レットマ
物語のナレーター役。
トマキー
各地のハンゾラボなどにいて、アドバイスをくれる。
トマグリン
ダンジョンの案内役。常に看板に寄りかかって寝ている。

### ハンゾ兄弟
ギミック作りで有名な6人兄弟。ケチャプー王国の各地にあるハンゾラボに住んでいる。「ハゾハゾ モゲハッ！」の掛け声とともに新しいギミックを作る。
ハンゾー（長男）
ギミックパレス前に住んでいる。赤い服を着て、語尾に「ゾ」とつけて話す。ギミック「いかりかざん」を作ってくれる。
ハンゾン（次男）
マヨネンランドとナンプラグーンの間に住んでいる。青い服を着て、語尾に「ゾン」とつけて話す。ギミック「Kワンワン」「ドッキリふーせん」を作ってくれる。
ハンゾロ（三男）
オイスタウン東の海辺に住んでいる。ピンクの服を着て、語尾に「ゾロ」とつけて話す。ギミック「スニー・カー」「ラビットシューズ」を作ってくれる。
ハンゾチ（四男）
オイスタウン西に住んでいる。灰色の服を着て、語尾に「っチ」とつけて話す。ギミック「カミカミ」「スパイダショット」「サンレーザー」を作ってくれる。ムーン教会のアメドスの修理も担当した。
ハンゾネ（五男）
タルタルバレーとソイシティの間に住んでいる。オレンジの服を着て、語尾に「ネ」とつけて話す。ギミック「しっぽブンブン」「そうじゃき」「ナマズめざましき」を作ってくれる。
ハンゾラ（六男）
ソイシティの南の山に住んでいる。緑の服を着て、語尾に「ぞラ」とつけて話す。ギミック「バナナスノボー」「キューヒットのや」「でんでんだいこ」「タネフキン」を作ってくれる。

### その他
ぎょうしょうキッズ
年齢 - 3歳
性別 - 男の子
オイスタウンから登場する行商。語尾に「にょ」とつけて話す。「すごいの」とおしゃぶりを交換してくれる。おしゃぶりの数はキャラクターや「すごいの」によって異なる。ある程度交換すると引退を考える。
クイズキッズ
行く先々でクイズを出してくる。普段は幽霊のような暗い性格の男の子であるが、ハテナのかめんを身に着けると「クイズキッズ」に変身する。変身後は「クイズ スペシャル〜〜!!」と元気良く言う程表情が豊かになり、二人称が「キミ」から「おまえ」と言い代わるなど、プライドが高い性格になる。全問正解するとアイテムをくれる。ただし間違えると「それではとっておきのごうかプレゼント〜!!」と言いながら敵キャラクターを送り出してくる。最後は引退してナンプラグーンのホテルで働くことになった。

## ギミック

### デミルのギミック
- はぐるまヨーヨー

一番始めに入手する最初のギミック。種類は『タイミング』。名前通りはぐるまに紐がついたデザイン。伸び縮みするバーを赤いゾーンに止めることで成功。
- マグネハンド

2番目のギミック。種類は『れんだ』。手袋に磁石が付いたようなデザイン。Aボタンを連打しバーを縮めることで成功。追加効果は素早さダウン。
- いかりかざん

ハンゾーから受け取った3番目のギミック。種類は『ドキドキ』。火山に顔が付いたデザイン。箱の中から火山マークを選ぶことで成功。運ゲーになるが火力が高い。
- Kワンワン

ハンゾンから受け取った4番目のギミック。種類は『スピード』。ボクシングのグローブを付けた犬のデザイン。十字ボタンでワクを動かし移動するタマに合わせAボタンを押すことで成功。
- スニー・カー
- リニアグローブ
- ニャンかんおう
- カミカミ
- かおケンケン
- しっぽブンブン
- ピラメット
- かみかみ
- バナナスノボー
- ローリングむすび
- きっこうグローブ
- にとうりゅう
- かりゅうほう
- ドキドキトレイン

### アレサのギミック
- バブラッパ

初期ギミック。種類は『スピード』。ピンク色のラッパのような見た目。表示されるボタンを左から入力することで成功。追加効果は眠り。
- ドッキリフーセン

ハンゾンから受け取ったギミック。種類は『ドキドキ』。毒の霧が入っている魚型の風船のような見た目。最初にお手本が表示され、次にお手本とは違うものを選択することで成功。追加効果は毒。
- ラビットシューズ
- さおUFO
- スパイダショット
- ランドロケット
- そうじゃき
- ハニーバルカン
- オナラッパ
- キューヒットのや
- バニーホッパー
- ラブラブドレミ
- てんのさばき
- スタースコープ

### ソフビーのギミック
- ちょうせんぷうき
- サンレーザー
- サイクリングほう
- はねかえる
- ナマズめざましき
- でんでんだいこ
- ポポコン
- スロットバズーカ
- あついぞう
- ダルマゆき

### レレクのギミック
- しゅりけんじゅう
- ハリネズミはなび
- タネフキン
- かげじく
- ハイパーよこづな
- ひだるま
- けんかごま
- タローもも

すべてのギミックをLv.7で成功させるとグランドマスターとなり、ブッチャベスから「いのちのカンズメ」をもらって、メンバー全員のHPを999にすることができる。

## ギミカ
ゲーム内で登場するカードゲーム。オイスタウンのイベントをクリアすると遊べるようになる。ギミックをモチーフとしたカードに記載された数値や色を、キャラクターをモチーフとしたカードで操作し、互いに優劣をつけることで対戦を行なう。プレイヤーにはランクが存在し、それを上げるためにはケチャプー王国の各地にいる人物と対戦しなくてはいけない。通信対戦で戦うことも出来る。